# Championnat de Formula Nippon 2001
Le championnat de Formula Nippon 2001 a été remporté par le pilote japonais Satoshi Motoyama, sur une Reynard-Mugen du Team Impul.

## Engagés
| Écurie             | #  | Pilotes             | Châssis       | Épreuves |
| ------------------ | -- | ------------------- | ------------- | -------- |
| Nakajima Racing    | 1  | Tsugio Matsuda      | Reynard 2KL   | Tous     |
| Nakajima Racing    | 2  | Ralph Firman        | Reynard 2KL   | Tous     |
| Kondo Racing       | 3  | Yuji Tachikawa      | Reynard 99L   | Tous     |
| Kondo Racing       | 4  | Katsumoto Kaneishi  | Reynard 99L   | Tous     |
| SG Team 5Zigen     | 5  | Naoki Hattori       | Reynard 99L   | Tous     |
| SG Team 5Zigen     | 6  | Michael Krumm       | Reynard 99L   | Tous     |
| Team LeMans        | 7  | Alex Yoong          | Reynard 99L   | 1-6      |
| Team LeMans        | 7  | Koji Yamanishi      | Reynard 99L   | 7-10     |
| Team LeMans        | 8  | Yudai Igarashi      | Reynard 99L   | Tous     |
| Team Nova          | 9  | Richard Lyons       | G-Force GF03C | Tous     |
| Team Nova          | 10 | André Couto         | G-Force GF03C | Tous     |
| Racing Team Cerumo | 11 | Masami Kageyama     | Reynard 99L   | Tous     |
| Racing Team Cerumo | 12 | Seiji Ara           | Reynard 99L   | Tous     |
| Mooncraft          | 14 | Ryo Michigami       | Reynard 99L   | 2-10     |
| Team Impul         | 19 | Satoshi Motoyama    | Reynard 2KL   | Tous     |
| Team Impul         | 20 | Narain Karthikeyan  | Reynard 2KL   | Tous     |
| Takagi B-1 Racing  | 36 | Tetsuji Tamanaka    | Reynard 99L   | Tous     |
| Takagi B-1 Racing  | 37 | Masahiko Kageyama   | Reynard 99L   | Tous     |
| ARTA               | 55 | Juichi Wakisaka     | Reynard 99L   | Tous     |
| ARTA               | 56 | Takeshi Tsuchiya    | Reynard 99L   | Tous     |
| Dandelion Racing   | 68 | Hideki Noda         | Reynard 2KL   | Tous     |
| Dandelion Racing   | 69 | Jaroslav Wierczuk   | Reynard 99L   | 1-4      |
| Dandelion Racing   | 69 | Hidetoshi Mitsusada | Reynard 99L   | 5        |

## Règlement sportif
- L'attribution des points s'effectue selon le barème 10,6,4,3,2,1.
- Tous les résultats comptent.
- Moteur Mugen.

## Courses de la saison 2001
| Date         | Lieu   | Vainqueur        | Nationalité | Voiture       | Écurie          |
| 25 mars      | Suzuka | Naoki Hattori    | Japon       | Reynard-Mugen | Team 5Zigen     |
| 22 avril     | Motegi | Naoki Hattori    | Japon       | Reynard-Mugen | Team 5Zigen     |
| 20 mai       | Mine   | Satoshi Motoyama | Japon       | Reynard-Mugen | Team Impul      |
| 3 juin       | Fuji   | Naoki Hattori    | Japon       | Reynard-Mugen | Team 5Zigen     |
| 1er juillet  | Suzuka | Satoshi Motoyama | Japon       | Reynard-Mugen | Team Impul      |
| 29 juillet   | Sugo   | Satoshi Motoyama | Japon       | Reynard-Mugen | Team Impul      |
| 2 septembre  | Fuji   | Juichi Wakisaka  | Japon       | Reynard-Mugen | Team Aguri      |
| 23 septembre | Mine   | Satoshi Motoyama | Japon       | Reynard-Mugen | Team Impul      |
| 21 octobre   | Motegi | Ralph Firman     | Irlande     | Reynard-Mugen | Nakajima Racing |
| 18 novembre  | Suzuka | Ralph Firman     | Irlande     | Reynard-Mugen | Nakajima Racing |

## Classement des pilotes
| Classement | Pilote             | Pays      | Voiture       | Écurie          | Nombre de points |
| ---------- | ------------------ | --------- | ------------- | --------------- | ---------------- |
| 1er        | Satoshi Motoyama   | Japon     | Reynard-Mugen | Team Impul      | 49               |
| 2e         | Naoki Hattori      | Japon     | Reynard-Mugen | Team 5Zigen     | 33               |
| 3e         | Yuji Tachikawa     | Japon     | Reynard-Mugen | Kondo Racing    | 30               |
| 4e         | Ralph Firman       | Irlande   | Reynard-Mugen | Nakajima Racing | 29               |
| 5e         | Juichi Wakisaka    | Japon     | Reynard-Mugen | Team Aguri      | 23               |
| 6e         | Ryo Michigami      | Japon     | Reynard-Mugen | Mooncraft       | 22               |
| 7e         | Michael Krumm      | Allemagne | Reynard-Mugen | Team 5Zigen     | 20               |
| 8e         | Takeshi Tsuchiya   | Japon     | Reynard-Mugen | Team Aguri      | 17               |
| 9e         | Masami Kageyama    | Japon     | Reynard-Mugen | Team Cerumo     | 12               |
| 10e        | Tsugio Matsuda     | Japon     | Reynard-Mugen | Nakajima Racing | 8                |
| 11e        | André Couto        | Portugal  | Reynard-Mugen | Team Nova       | 5                |
| 12e        | Seiji Ara          | Japon     | Reynard-Mugen | Team Cerumo     | 4                |
| 13e        | Katsumoto Kaneishi | Japon     | Reynard-Mugen | Kondo Racing    | 4                |
| 14e        | Koji Yamanishi     | Japon     | Reynard-Mugen | Team LeMans     | 2                |
| 15e        | Narain Karthikeyan | Inde      | Reynard-Mugen | Team Impul      | 2                |